# 오모카게촌
오모카게촌(面影村)은 돗토리현 이와미군에 있던 촌이다. 현재의 돗토리시에 해당한다. 1896년 3월 31일까지 호미군에 속해있었다.

## 역사
- 1889년 4월 1일 - 정촌제 시행에 의해 오미군 오모카게촌이 성립하였다.
- 1896년 4월 1일 - 호미군, 이와이군, 오미군의 구역을 가지고 이와미군이 성립하여, 이와미군 오모카게촌이 되었다.
- 1953년 7월 1일 - 돗토리시에 편입해 동이 오모카게촌은 폐지되었다.

## 교통

### 철도
- 일본국유철도
  - 인비선